# Anne Enger

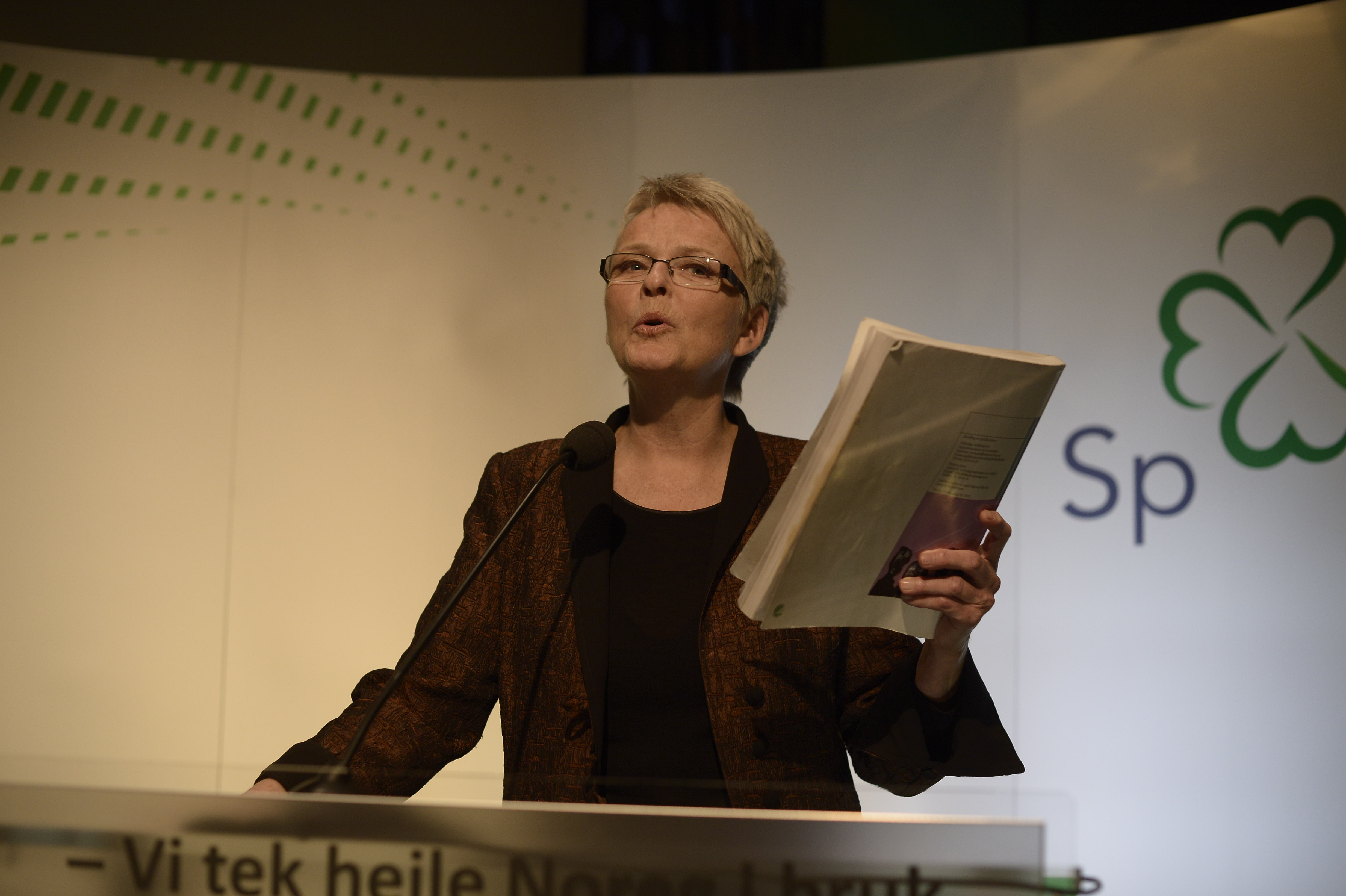
Anne Enger (2013)
Foto:Senterpartiet

Anne Enger, früher Enger Lahnstein (* 9. Dezember 1949 in Trøgstad, Østfold) ist eine norwegische Politikerin der Senterpartiet (Sp), von 1991 bis 1999 als Parteivorsitzende. Von 2004 bis 2015 war sie Fylkesmann im Fylke Østfold. 2018 wurde sie Mitglied im Norwegischen Nobelkomitee.

## Leben

### Berufliche Laufbahn, Parlamentsmandat und Parteivorsitz
Die Tochter eines Landwirts absolvierte nach dem Abitur 1968 an der Askim Videregående Skole ein einjähriges Praktikum in einem Heim von Norges KFUK-KFUM und danach eine Ausbildung zur Krankenschwester an Det norske Diakonhjem, die sie 1972 abschloss. Im Anschluss absolvierte sie dort ein Studium im Fach Soziale Arbeit und beendete dieses 1975 als Sosionom. Danach war sie zunächst Lehrerin für Krankenpflege in einem Diakoniekrankenhaus, ehe sie von 1978 bis 1979 das Sekretariat der Volksaktion gegen Schwangerschaftsabbrüche leitete.
Danach arbeitete Anne Enger bis 1985 als Sekretärin der Senterparti-Fraktion im Storting. Daben war sie von 1980 bis 1983 Vorsitzende der Partei in Oslo sowie zwischen 1982 und 1983 Mitglied der Programmkommission und von 1984 bis 1985 Vorsitzende des Organisationsausschusses der Partei. 1983 wurde sie stellvertretende Vorsitzende der Sp und hatte diese Funktion bis 1991 inne.
1985 wurde sie als Kandidatin der Senterpartiet erstmals zur Abgeordneten in das Storting gewählt und vertrat dort bis 2001 den Wahlkreis Akershus.
Nachdem sie zunächst Mitglied des Fraktionsvorstands war, wurde sie im Oktober 1989 als Nachfolgerin von Johan Buttedahl Vorsitzende der Fraktion der Senterpartiet und wurde in dieser Funktion im April 1991 von Johan J. Jakobsen abgelöst. Stattdessen übernahm sie von Jakobsen im April 1991 das Amt der Parteivorsitzenden der Senterpartiet und war von 1989 bis 1993 Vorsitzende der Programmkommission.
1994 gehörte sie zu den engagiertesten Verfechterinnen eines Nichtbeitritts Norwegens zur Europäischen Union. Aus diesem Grund erhielt sie in der norwegischen Presse den Beinamen «Nein-Königin».
Während ihrer langjährigen Parlamentszugehörigkeit war sie unter anderem Mitglied in den Storting-Ausschüssen für Soziales (Sosialkomité), für Auswärtige und Verfassungsangelegenheiten (Utenriks- og konstitusjonskomité), für Wahlen (Valgkomité), für Familie, Kultur und Verwaltung (Familie-, kultur- og administrasjonskomité) sowie für Verteidigung (Forsvarskomité). Darüber hinaus war sie zeitweilig Delegierte bei der Generalversammlung der Vereinten Nationen und beim Nordischen Rat sowie der Verbindungsgruppe zum Europäischen Parlament.

### Ministerin
Am 17. Oktober 1997 wurde sie von Ministerpräsident Kjell Magne Bondevik als Kulturministerin in dessen erste Regierung berufen und bekleidete dieses Amt bis zum 8. Oktober 1999. Als Ministerpräsident Bondevik sich aufgrund einer Depression vom 31. August 1998 bis zum 24. September 1998 in Behandlung befand, übernahm sie kommissarisch das Amt des Ministerpräsidenten. Darüber hinaus war sie von März bis August 1999 kommissarisch Ministerin für Öl und Energie.
Anne Enger, die 1999 mit dem Trollkjerringprisen geehrt wurde, übergab 1999 das Amt der Vorsitzenden der Senterpartiet an Odd Roger Enoksen.

### Rückzug aus der aktiven Politik
Danach war sie zwischen 1999 und 2001 Vorstandsmitglied von Norsk kulturarv A/S, ehe sie nach ihrem Ausscheiden aus dem Storting von 2001 bis 2003 Generalsekretärin der Seenotrettungsgesellschaft Redningsselskapet war. Daneben war sie von 2001 bis 2005 Vorstandsmitglied der Stiftung O. Kavli og Knut Kavlis Allmennyttige Fond sowie von 2001 bis 2006 Vorstandsvorsitzende der Stiftung Opplysningsvesenets Fond. Außerdem engagierte sie sich zwischen 2001 und 2005 als Vorstandsmitglied von Den Norske Opera & Ballett, des größten Musiktheaters von Norwegen.
2004 bis 2015 diente Anne Enger als Fylkesmann im Fylke Østfold.
Außerdem wurde sie 2005 Vorstandsmitglied und dann 2009 Vorstandsvorsitzende des Nationaltheatret, des größten norwegischen Schauspielhauses. Zwischen 2006 und 2008 war sie Vorsitzende der sogenannten Likelønnskommisjonen, einer aufgrund eines königlichen Dekrets zur Untersuchung und Beseitigung von Verdienstunterschieden zwischen den Geschlechtern, und ist seit 2008 Vorstandsvorsitzende des Instituts für Wasserforschung (Norsk Institutt for Vannforskning).
Aus der Ehe mit Geir Lahnstein stammt der gemeinsame Sohn Erik Lahnstein, der 2010 bis 2012 Staatssekretär im Außenministerium war. Anne Engers ältere Schwester ist die Politikerin Inger S. Enger, die einige Jahre Bürgermeisterin von Gausdal und zwischen 2001 und 2009 ebenfalls Abgeordnete des Storting war.

## Veröffentlichungen
- EF og Grunnloven, Oslo 1993
- Den lille forskjellen: om likestilling og likelønn i Norge, Mitautorin Kristina Jullum, Aschehoug, Oslo 2009
- Grønn dame, rød klut, Aschehoug, Oslo 2001